# Артур Мас
Артур Мас-і-Ґабарро  (кат. Artur Mas i Gavarró, ісп. Artur Mas i Gavarró) — каталонський політик, Президент Женералітету Каталонії з 27 грудня 2010 до 10 січня 2016. Є лідером ліберально-націоналістичної партії Демократична конвергенція Каталонії та головою правоцентристського каталонського альянсу Конвергенція та Єднання.

## Життєпис
За професією є економістом. Здобув освіту в Барселонському університеті.
Вільно володіє англійською, французькою, іспанською та каталанською мовами.